# Шпадијер један живот
Шпадијер један живот је југословенски филм из 1986. године. Режирао га је Миљенко Дерета а сценарио је написала Деана Лесковар.

## Радња
Тридесетогодишњи новинар без посла прихвата разне привремене послове јер је његова ћерка из првог брака је у болници. На једном конкурсу упозна жену која живи са десетогодишњим сином. Њих двоје започињу заједнички живот. Међутим његовој ћерки се здравље погоршава, а сан о новинарском послу све је даљи, али још већи проблем настаје када сазна да жени са којом живи долази муж из Ирака.

## Улоге
| Глумац                 | Улога           |
| ---------------------- | --------------- |
| Младен Нелевић         | Часлав Шпадијер |
| Мира Фурлан            | Здравка         |
| Катарина Дураковић     | Исмета          |
| Далибор Ђаковић        | Пеца            |
| Тихомир Станић         | Антонић         |
| Матија Пашти           | Соколовић       |
| Данило Лазовић         | Хуснија         |
| Петар Краљ             | Доктор          |
| Борис Комненић         | Доктор          |
| Семка Соколовић-Берток |                 |
| Милутин Бутковић       |                 |
| Милица Радаковић       |                 |
| Мирјана Гардиновачки   |                 |
| Ратко Радивојевић      |                 |
| Милорад Мандић Манда   | Зоран           |
| Весна Тривалић         | Душица          |
| Давид Тасић            |                 |